# 모바일 비즈니스 인텔리전스
모바일 비즈니스 인텔리전스(Mobile Business Intelligence, 모바일 BI(Mobile BI), 모바일 인텔리전스(Mobile Intelligence)는
전반적으로 회사의 성과를 제고시킬 목적으로 효율적인 의사 결정과 경영 지원을 할 수 있도록 스마트폰, 태블릿(노트북 아님) 등의 모바일 기기의 분석을 위해 사용자의 역사적인 실시간 정보를 대표하는 기술, 조직적 요소들을 구성하는 시스템이다.(Peters et al., 2016). 비즈니스 인텔리전스(BI)는 제품/부서의 판매 소득이나 관련 비용 및 소득 등 비즈니스 데이터를 발견하고 들추어내고 분석하기 위해 사용되는 컴퓨터 기반 기술들을 일컫는다.
모바일 컴퓨팅의 개념이 10년 이상 동안 만연해졌지만 모바일 BI는 근래 들어 성장세를 보이고 있다. 이러한 변화는 부분적으로는 특히 BI 분야에서 새로운 시대의 모바일 컴퓨팅을 탄생시킨 스마트폰의 이점과 더불어 유선 세상에서 무선 세상으로 변화하면서 고무된 것이다.
Aberdeen Group에 따르면 수많은 기업들은 비즈니스 프로세스의 더 높은 효율성, 직원 생산성 개선(예: 정보를 찾는데 들이는 시간), 더 개선되고 빨라진 의사 결정, 더 나은 고객 서비스, 언제 어디서나 의사 결정을 하기 위한 실시간 양방향 데이터 접근 전달 등의 요구에 따른 수많은 시장의 압력으로 인하여 빠르게 모바일 BI를 채용하고 있다. 그러나 모바일 정보 전달의 명백한 장점에도 불구하고 모바일 BI는 초기 채택 단계에 머물러 있다. 일부 CFO들은 특정 비즈니스 유스케이스와 가시적인 ROI의 부재 등으로 인해 비즈니스 장점에 대해 회의적이며, 모바일 BI 채택이 다른 기업 모바일 애플리케이션과 비교하면 여전히 뒤쳐져있다.

## 역사
저명한 BI 정보 접근 방식은 개인용 컴퓨터에서 사유 소프트웨어나 웹 브라우저를 사용하여 BI 애플리케이션에 접속하는 것이다. 이 BI 애플리케이션들은 데이터베이스로부터 데이터를 요청한다. 1990년대 말을 기점으로 BI 시스템들은 이메일, 모바일 기기를 포함한 데이터를 수신하는 또다른 대안을 제공하였다.

## 같이 보기
- 비즈니스 인텔리전스
- 데이터 마이닝
- 온라인 분석 처리(OLAP)
- 예측 분석